# Vapor Trails
| 전문가 평가                       | 전문가 평가 |
| 총 점수                           | 총 점수     |
| 출처                              | 점수        |
| --------------------------------- | ----------- |
| 메타크리틱                        | 75/100      |
| 평가 점수                         |             |
| 출처                              | 점수        |
| AllMusic                          | [ 6 ]       |
| The Austin Chronicle              | [ 7 ]       |
| Billboard                         | (favorable) |
| Blender                           | [ 5 ]       |
| E! Online                         | B+          |
| Entertainment Weekly              | B+          |
| The Encyclopedia of Popular Music | [ 8 ]       |
| PopMatters                        | 9/10        |
| Q                                 | [ 5 ]       |
| Rolling Stone                     | [ 10 ]      |

《Vapor Trails》는 캐나다의 록 밴드 러시의 열일곱 번째 스튜디오 음반이다. 이 음반은 2002년 5월 14일, 앤섬 레코드에서 발매되었으며, 《Test for Echo》 (1996년) 이후 처음으로 발매된 스튜디오 음반으로, 두 러시 음반 사이의 가장 긴 간격이었다. 1997년 7월, Test for Echo Tour가 끝난 후 드러머이자 작사가인 닐 피어트는 딸과 아내를 각각 다른 비극으로 잃었다. 그 결과, 그룹은 장기간의 공백기에 들어갔지만 그 기간이 계속될지는 확실하지 않았다. 결국 2001년 1월에 재결합하여 새 음반의 자료를 리허설했으며, 녹음은 12월까지 계속되었다. 《Caress of Steel》 (1975년) 이후 처음이자 유일하게, 그룹은 키보드나 신시사이저를 음악에 사용하지 않고 대신 여러 겹의 기타, 베이스, 드럼을 사용했다.

## 배경
1997년 7월, 러시가 Test for Echo Tour를 마친 후, 그룹은 드러머 닐 피어트의 개인적인 비극 이후 5년간의 공백기에 들어갔다. 1997년 8월에는 딸 셀레나를, 1998년 6월에는 아내 재키를 잃었다. 피어트는 잠시 휴식을 취한 후 오토바이를 타고 북미 전역을 여행하며 88,000km를 달렸다. 여정의 어느 순간, 피어트는 밴드로 돌아가기로 결심했다. 그의 책 《고스트 라이더: 힐링 로드에서의 여행》에서 피어트는 셀레나의 장례식에서 밴드 동료들에게 "은퇴했다고 생각해라"라고 말했다고 썼다. 그러나 2000년 10월, 회복 기간을 거친 후, 게디 리는 솔로 음반 《My Favourite Headache》의 홍보 인터뷰에서 러쉬가 다음 해 1월에 새로운 스튜디오 음반을 위한 자료를 작성하고 리허설할 예정이라고 발표했다. 리는 이 음반이 단순히 새로운 음악을 위해 만들어진 것이 아니라 "매우 힘든 시기를 겪은 모든 사람들의 심리적 건강과 복지를 위해 만들어진 것"이라고 말했다.

## 곡 목록
모든 곡들은 게디 리, 알렉스 라이프슨 그리고 닐 피어트에 의해 작사/작곡하였다.
| #   | 제목                    | 재생 시간 |
| --- | ----------------------- | --------- |
| 1.  | 〈One Little Victory〉  | 5:08      |
| 2.  | 〈Ceiling Unlimited〉   | 5:28      |
| 3.  | 〈Ghost Rider〉         | 5:41      |
| 4.  | 〈Peaceable Kingdom〉   | 5:23      |
| 5.  | 〈The Stars Look Down〉 | 4:28      |
| 6.  | 〈How It Is〉           | 4:05      |
| 7.  | 〈Vapor Trail〉         | 4:57      |
| 8.  | 〈Secret Touch〉        | 6:34      |
| 9.  | 〈Earthshine〉          | 5:38      |
| 10. | 〈Sweet Miracle〉       | 3:40      |
| 11. | 〈Nocturne〉            | 4:49      |
| 12. | 〈Freeze〉              | 6:21      |
| 13. | 〈Out of the Cradle〉   | 5:03      |

## 인증
| 국가                       | 인증 | 판매량/출하량 |
| -------------------------- | ---- | ------------- |
| 캐나다 (뮤직 캐나다)       | 골드 | 50,000^       |
| ^출하량을 기반으로 한 인증 |      |               |